# اندیس خارستان۳
خارستان۳ یک اندیس فلزی است که در حوالی شهر نوک آباد استان سیستان و بلوچستان قرار دارد و مادهٔ معدنی موجود در آن، مس است.سنگ میزبان این اندیس فلیش و مجموعه ولکانو پلاتونی است  در این اندیس، پاراژنز‌های مالاکیت، پیریت، کریزوکولا یافت می‌شوند.